# Cryphia mongolica
Cryphia mongolica är en fjärilsart som beskrevs av Charles Boursin 1961. Cryphia mongolica ingår i släktet Cryphia och familjen nattflyn. Inga underarter finns listade i Catalogue of Life.